# ウーディネ＝トリエステ線
ウーディネ＝トリエステ線（Ferrovia Udine-Trieste）は、イタリア北東部を走る鉄道路線のひとつ。フリウリ＝ヴェネツィア・ジューリア州のウーディネからトリエステまでを結ぶ主要路線である。

## 概要
鉄道はイタリア国鉄会社（フェッロヴィーエ・デッロ・スタート、FS）の所有であり、路線運営はRFIが、列車運行はトレニタリアがそれぞれ行っている（運営・運行に当たる両社は、ともに国鉄会社のグループ企業である）。
路線は複線であり、電化されている。始点終点以外の主な通過都市は、ゴリツィア、モンファルコーネである。他の路線への乗換えにおいて主要な駅として、ウーディネ駅、モンファルコーネ駅、トリエステ中央駅が挙げられる。旅客交通量は多くの場所で多目で、それに比べて貨物交通量は控え目である。

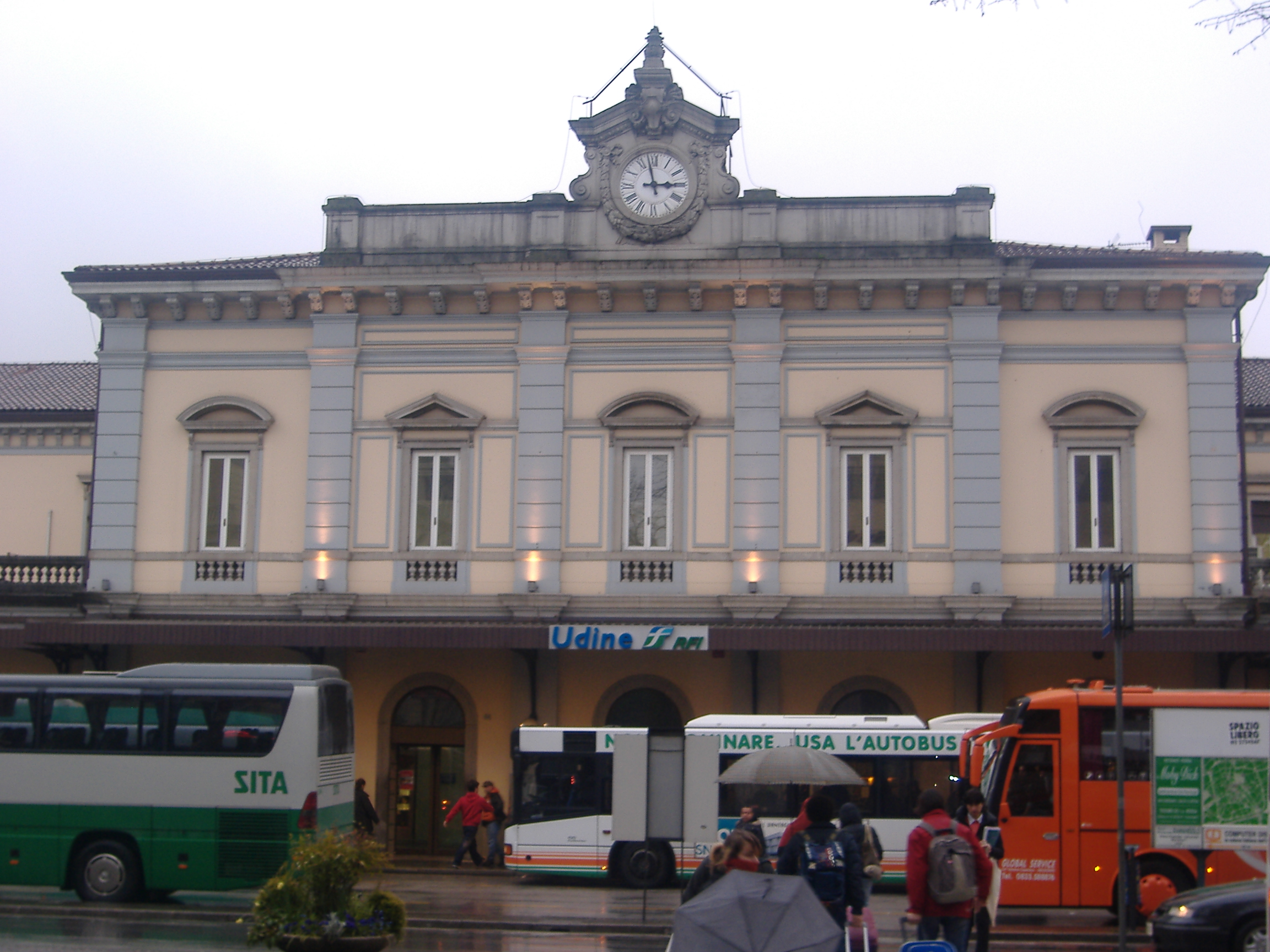
ウーディネ駅
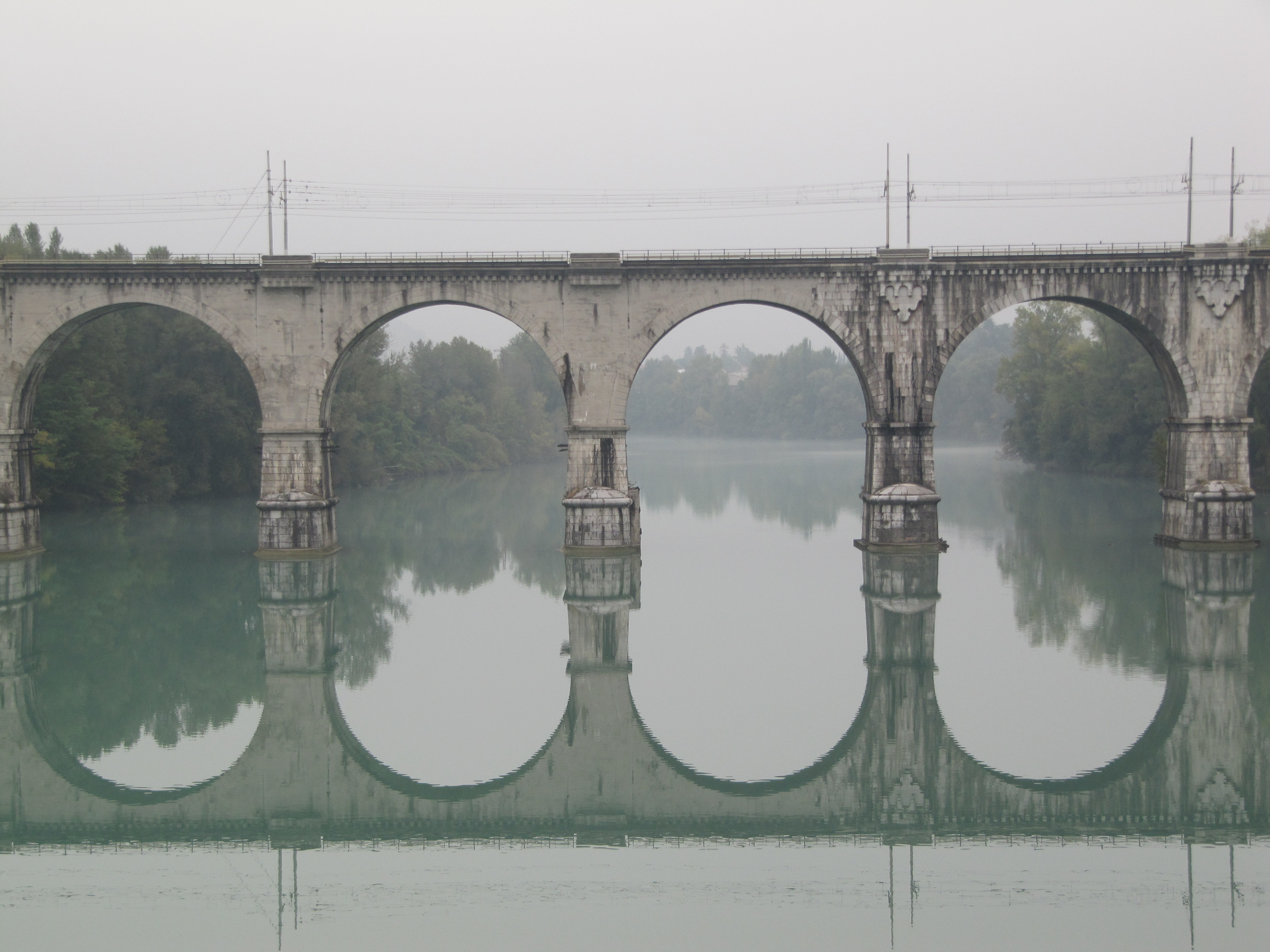
イゾンツォ川を渡る鉄橋
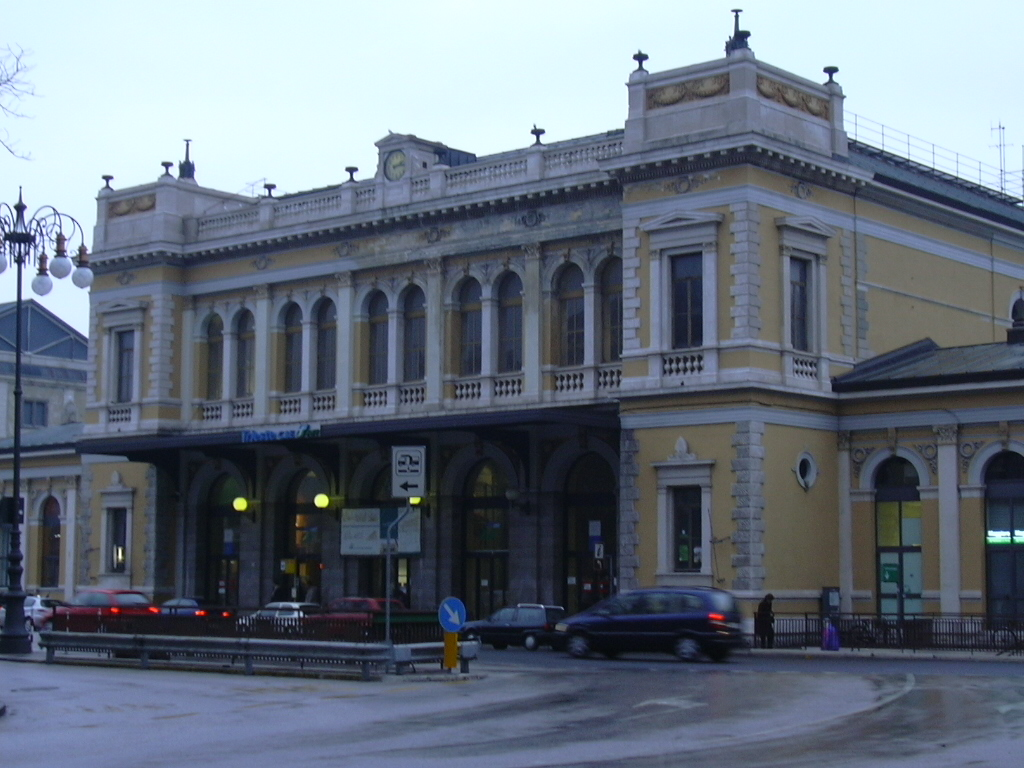
トリエステ中央駅

## 沿線、駅と停車場
| 53+961  |
| 116+280 |

| 131+315 |
| 13+687  |